# Вітостовиці
Вітостовиці (пол. Witostowice, нім. Schönjohnsdorf) — село в Польщі, у гміні Зембіце Зомбковицького повіту Нижньосілезького воєводства.
Населення — 238 осіб (2011).
У 1975-1998 роках село належало до Валбжиського воєводства.

## Історія
Назва села в латинізованій формі Withostowizi зафіксована разом із сусідніми селами Рачиці, Скаліце та Яворовіце. Рачиці, Скалиці та Яворовіце записані латинською мовою між 1269 та 1273 роками в Генріхівській книзі: "Sed sciendum, quod nunc in ipso territorio Colacsowe consistunt nunc quedam villule, quarum nomina sunt hec: Withostowizi cum suo circuitu, Rascizhci, Scalizci, Iauorowizi".

## Пам'ятки
До воєводського реєстру пам'яток входить:
- Замковий комплекс, з XVI до XIX століття.
- Водний замок, датований першою половиною 14 століття[3], первісно комплекс складався з житлового будинку, каплиці, вежі, господарських споруд, оточених муром і ровом[4]. Замок кілька разів перебудовувався у 16-17 століттях. Тоді було створено регулярне планування, схоже на квадрат. Усередині замку розташовані житлові та господарські споруди, що складають три крила, оточені ровом. З четвертого боку двір огороджений куртиною, яка з двох сторін завершується круглими вежами[4]. Наразі замок виставлений на продаж[5].

## Демографія
Демографічна структура станом на 31 березня 2011 року:
|          | Загалом | Допрацездатний вік | Працездатний вік | Постпрацездатний вік |
| -------- | ------- | ------------------ | ---------------- | -------------------- |
| Чоловіки | 115     | 26                 | 77               | 12                   |
| Жінки    | 123     | 21                 | 72               | 30                   |
| Разом    | 238     | 47                 | 149              | 42                   |